# Bathildis af Schaumburg-Lippe
Bathildis af Schaumburg-Lippe (født 21. maj 1873 i Bøhmen, død 6. april 1962 i Arolsen) blev gennem sit ægteskab den sidste fyrstinde af Waldeck-Pyrmont i 1895–1918.

## Forfædre
Bathildis af Schaumburg-Lippe var datter af prinsesse Bathildis af Anhalt-Dessau (1837–1902).
Bathildis var barnebarn af prins Frederik August af Anhalt-Dessau (1799–1864) og prinsesse Marie af Hessen-Kassel-Rumpenheim (1814–1895).
Bathildis var oldedatter af arveprins Frederik af Anhalt-Dessau, den danske officer og guvernør over København Vilhelm af Hessen-Kassel og prinsesse Charlotte af Danmark.
Bathildis var tipoldedatter af hertug Leopold 3. af Anhalt-Dessau, den danske general Frederik af Hessen-Kassel (1747–1837), prinsesse Karoline Polyxene af Nassau-Usingen, arveprins Frederik af Danmark–Norge og den dansk–norske arveprinsesse Sophie Frederikke af Mecklenburg-Schwerin. 

## Ægteskab
I 1895 giftede Bathildis af Schaumburg-Lippe sig med Frederik af Waldeck-Pyrmont (1865–1946), der indtil 1918 var Waldeck-Pyrmont's sidste regerende fyrste.
Bathildis og Frederik fik fire børn:
- Josias, arveprins (tronfølger) til Waldeck og Pyrmont (1896–1967), gift 1922 med Altburg af Oldenborg (en datter af Frederik August 2. af Oldenborg, der havde været Oldenborgs sidste storhertug i 1900–1918).
- Max (1898–1981), gift 1929 med Gustava grevinde af Platen Hallermund.
- Helene (1899–1948), gift 1921 med arvestorhertug (tronfølger) Nikolaus af Oldenborg (1897–1970). Deres søn Anton Günther (1923–2014) efterfulgte i 1970–2014 sin far som overhoved for det storhertuglige hus (dvs. den tyske gren af slægten Gottorp–Oldenborg).
- Georg Wilhelm (1902–1971), gift 1932 med Ingeborg grevinde af Platen Hallermund

## Danske slægtninge
Bathildis af Schaumburg-Lippe var i familie med de danske konger, med hertugerne af Glücksborg og med landgreverne af Hessen-Kassel.
Hun var tiptipoldedatter af kong Frederik 5. af Danmark–Norge. Hendes mormors morbror Christian 8. blev dansk konge i 1839, mens hendes mormors fætter Frederik 7. blev dansk konge i 1848.
Ifølge Kongeloven var Bathildis af Schaumburg-Lippe's mor og mormor fødte med arveret til den danske trone. I 1851 overdrog Bathildis's mormor (prinsesse Marie af Hessen-Kassel-Rumpenheim (1814–1895)) sin danske arveret til søsteren Louise af Hessen-Kassel og svogeren prins Christian af Glücksborg. 
Mormoderens arveafkald gjaldt også for hendes efterkommere, og det banede vejen for, at dronning Louise og kong Christian 9. kom på den danske trone i 1863.
Bathildis af Schaumburg-Lippe's mormor var søster til den danske dronning Louise af Hessen-Kassel og svigerinde til kong Christian 9. af Danmark. Bathildis's mor var kusine til kong Frederik 8. af Danmark, og hun var selv grandkusine til kong Christian 10. af Danmark.
En af Bathildis's brødre giftede sig med Louise af Danmark (en datter af Frederik 8.), og hendes brorsøn giftede sig med Feodora af Danmark (svigerinde til Arveprins Knud og sønnedatter af Frederik 8.)